# Oceans (Coasts)
Oceans is een nummer van de Britse indierockband Coasts uit 2015. Het is de tweede single van hun titelloze debuutalbum.
"Oceans" is een indierocknummer met een vrolijk geluid. In het nummer bezingt de ik-figuur optimistisch zijn relatie. De plaat bereikte geen hitnoteringen in thuisland het Verenigd Koninkrijk, en ook in Nederland bleef een notering in de hitlijsten uit. In Vlaanderen werd het nummer wel een klein succesje, daar haalde het de 2e positie in de Tipparade.